# Đậu bambara

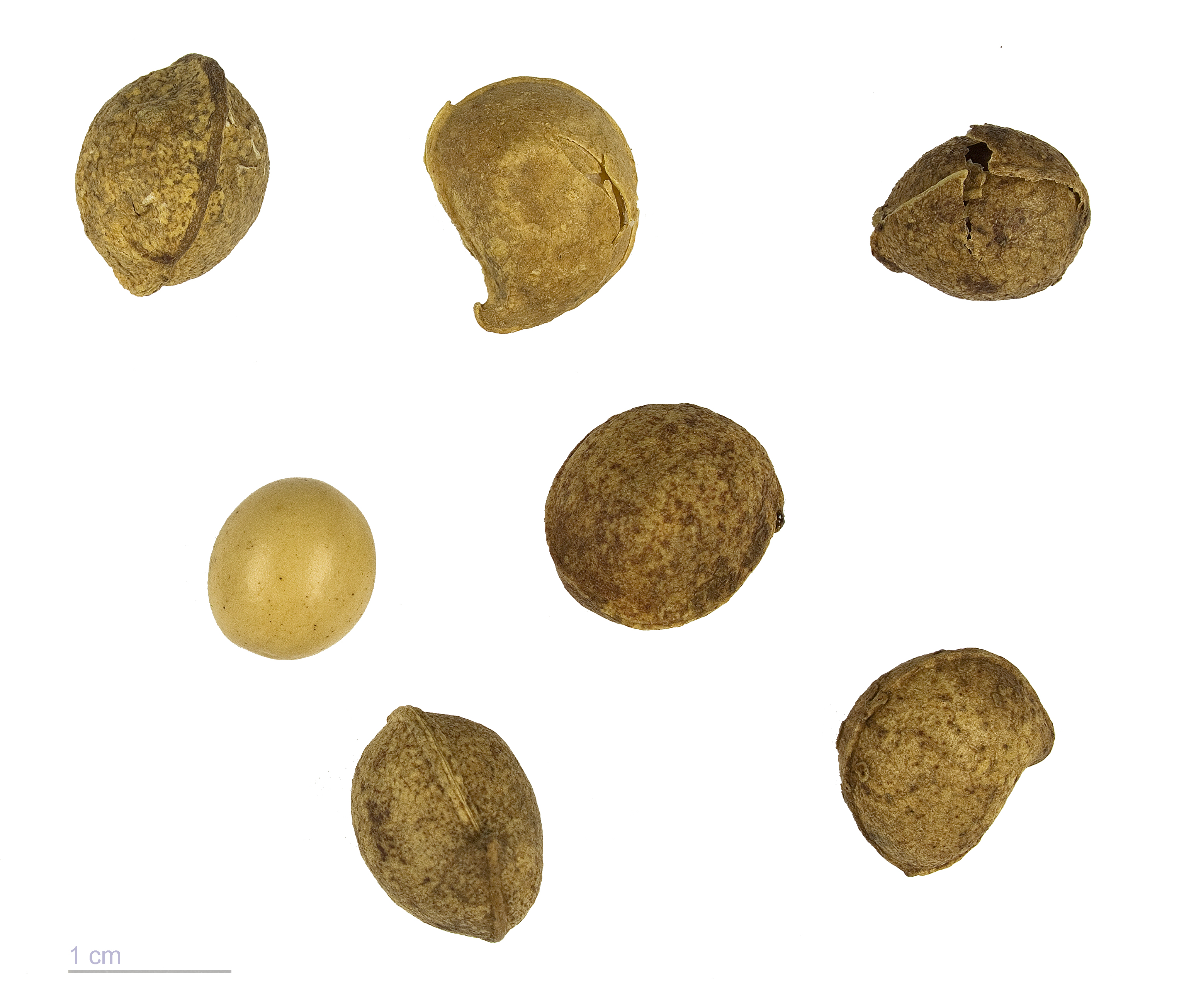
Vigna subterranea

Vigna subterranea là một loài thực vật có hoa trong họ Đậu. Loài này được (L.) Verdc. miêu tả khoa học đầu tiên.

## Hình ảnh

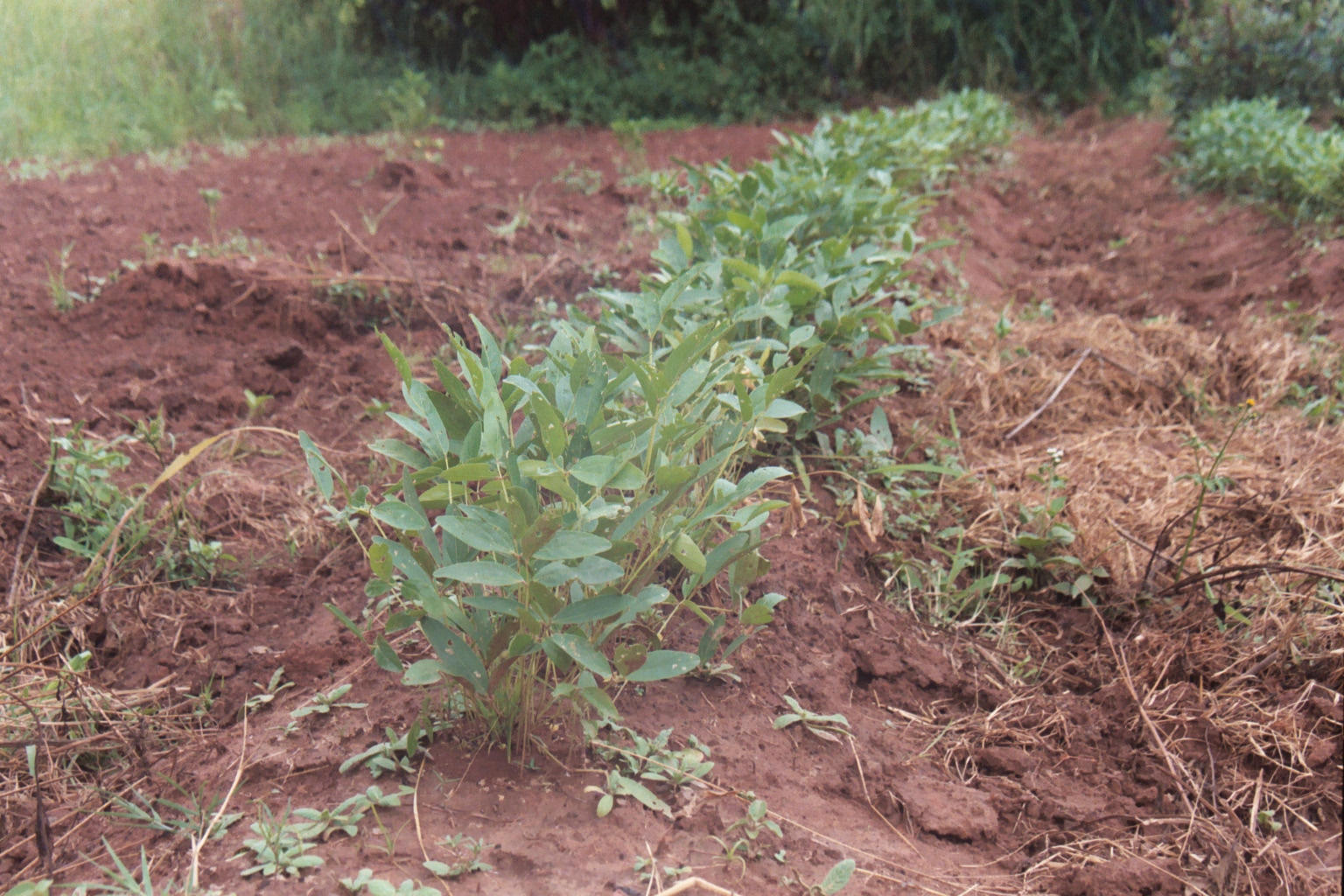
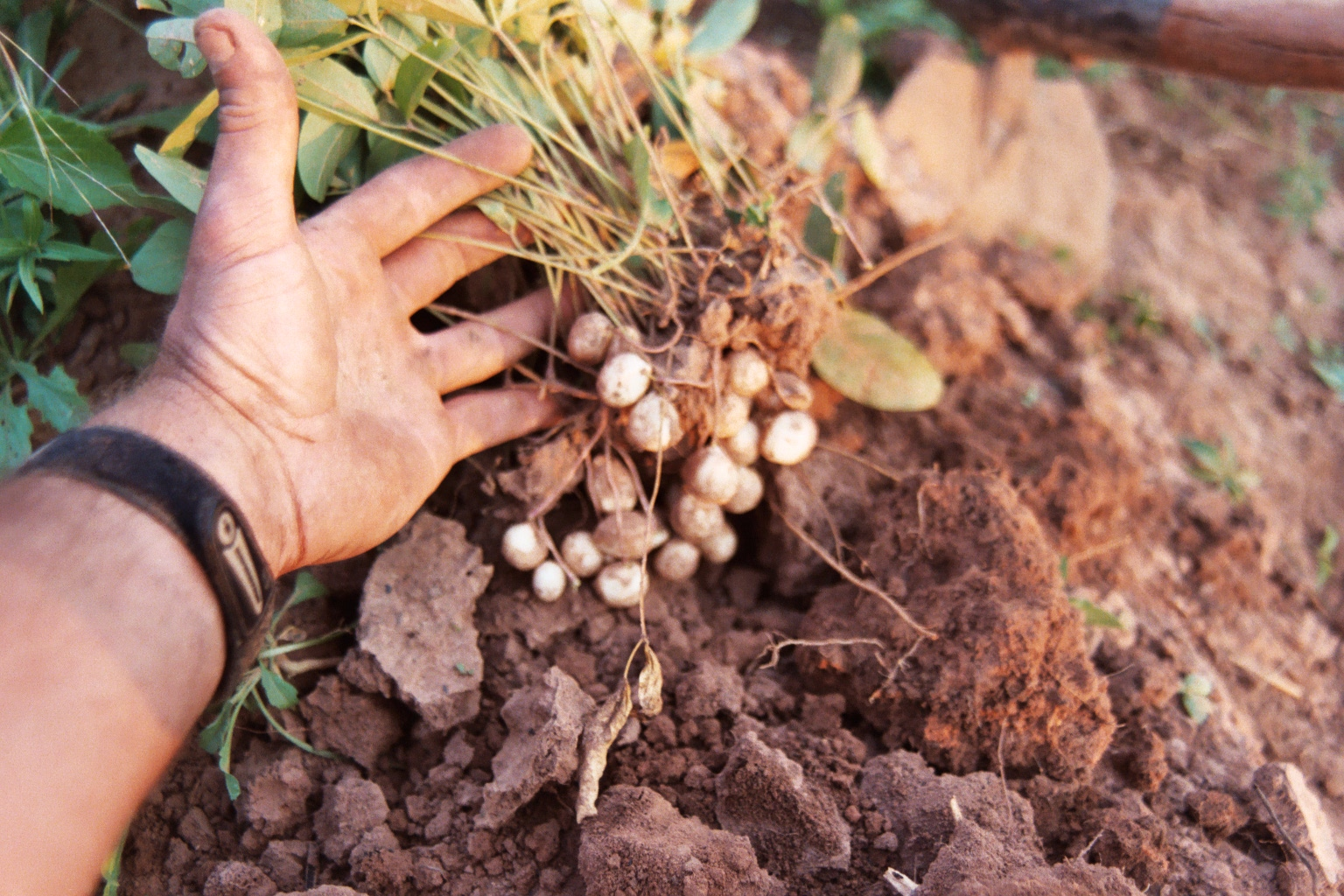
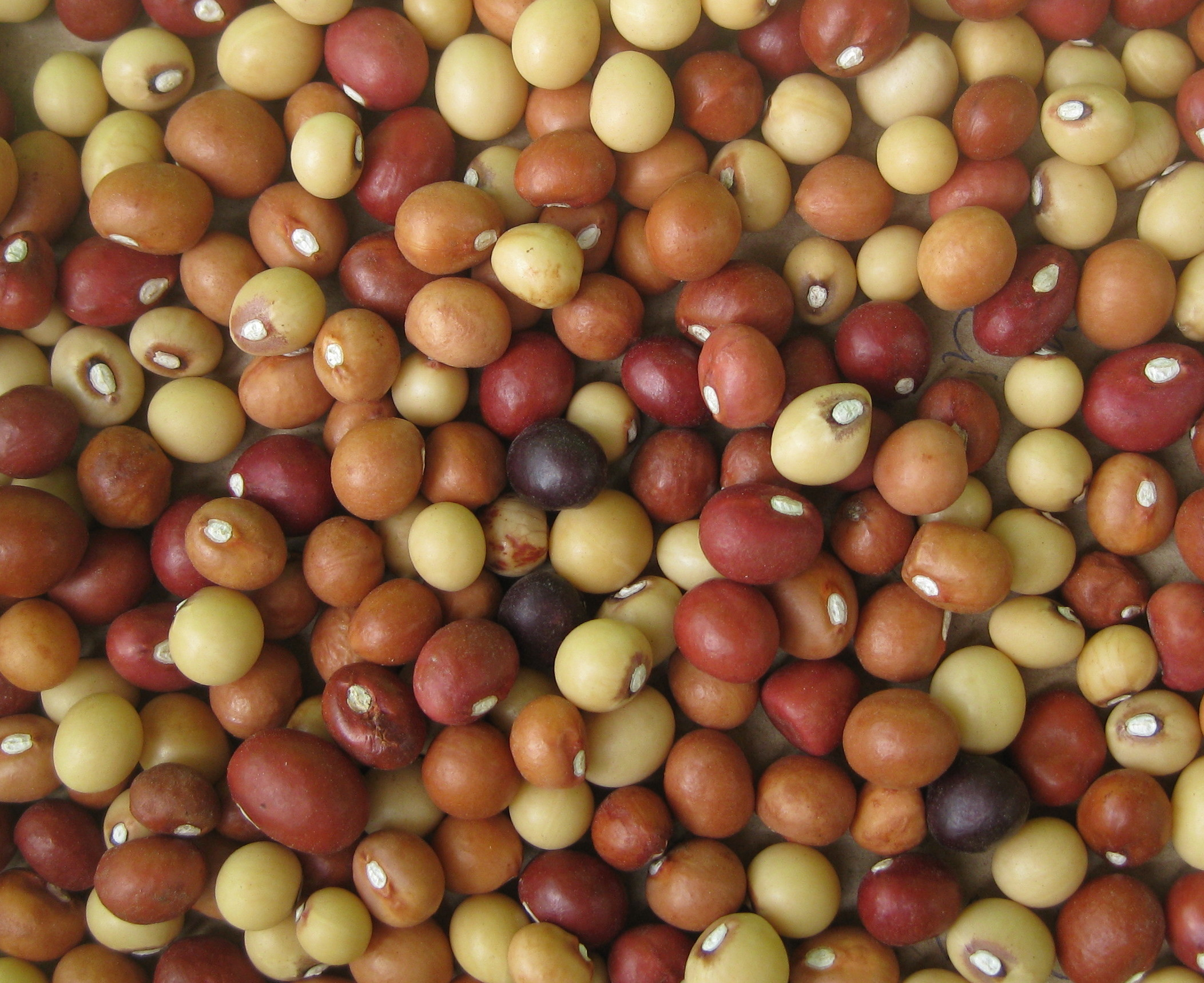
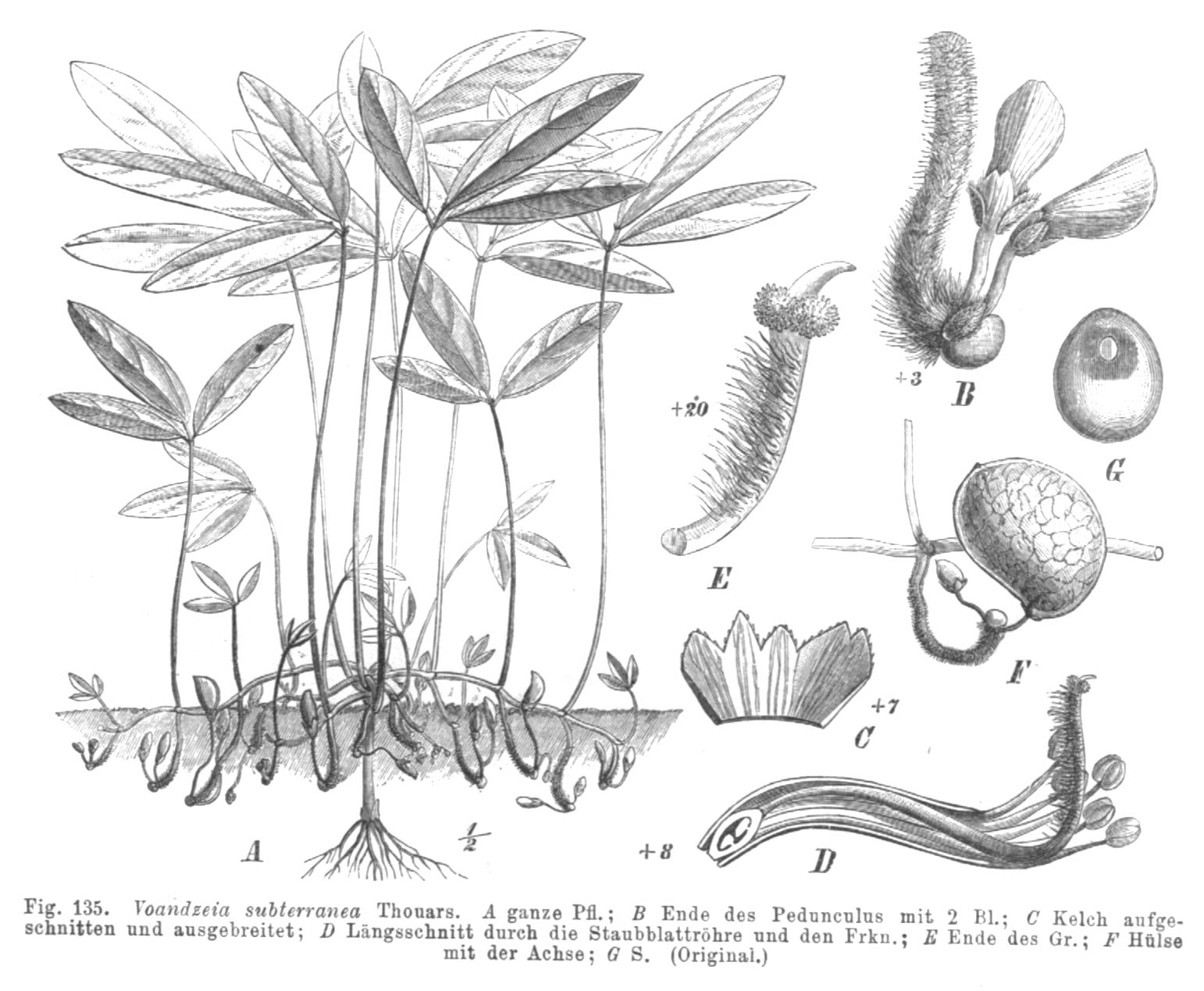